# Bangor (Míchigan)
Bangor es una ciudad ubicada en el condado de Van Buren en el estado estadounidense de Míchigan. En el Censo de 2010 tenía una población de 1885 habitantes y una densidad poblacional de 383,26 personas por km².

## Geografía
Bangor se encuentra ubicada en las coordenadas 42°18′45″N 86°6′48″O / 42.31250, -86.11333. Según la Oficina del Censo de los Estados Unidos, Bangor tiene una superficie total de 4.92 km², de la cual 4.73 km² corresponden a tierra firme y (3.84%) 0.19 km² es agua.

## Demografía
Según el censo de 2010, había 1885 personas residiendo en Bangor. La densidad de población era de 383,26 hab./km². De los 1885 habitantes, Bangor estaba compuesto por el 72.94% blancos, el 11.83% eran afroamericanos, el 0.53% eran amerindios, el 0.69% eran asiáticos, el 0% eran isleños del Pacífico, el 8.59% eran de otras razas y el 5.41% pertenecían a dos o más razas. Del total de la población el 14.38% eran hispanos o latinos de cualquier raza.